# Bukowsko (gmina)
Bukowsko – gmina wiejska w województwie podkarpackim, w powiecie sanockim. W latach 1975–1998 gmina położona była w województwie krośnieńskim, na Pogórzu Bukowskim.
Siedzibą gminy jest Bukowsko.
30 czerwca 2004 gminę zamieszkiwało 5198 osób.
W 2009 gmina Bukowsko została odznaczona Medalem „Pro Memoria”.

## Historia

### 1934–1954
Gmina zbiorowa Bukowsko została utworzona 1 sierpnia 1934 roku w powiecie sanockim w woj. lwowskim z dotychczasowych jednostkowych gmin wiejskich: Bełchówka, Bukowsko, Nadolany, Nagórzany, Niebieszczany, Nowotaniec, Ratnawica, Tokarnia, Wola Piotrowa, Wola Sękowa, Wolica i Zboiska. Gminy te przekształcono 17 września 1934 w 12 gromad (sołectw) gminy Bukowsko.
Po wojnie gmina znalazła się w powiecie sanockim w nowo utworzonym woj. rzeszowskim. Według stanu z dnia 1 lipca 1952 roku gmina składała się nadal z 12 gromad: Bełchówka, Bukowsko, Nadolany, Nagórzany, Niebieszczany, Nowotaniec, Ratnawica, Tokarnia, Wola Piotrowa, Wola Sękowa, Wolica i Zboiska.
Gmina została zniesiona 29 września 1954 roku wraz z reformą wprowadzającą gromady w miejsce gmin. Jej obszar wszedł w skład nowych gromad: Bukowsko, Niebieszczany i Nowotaniec.

### 1973–
Gminę Bukowsko reaktywowano 1 stycznia 1973 w powiecie bieszczadzkim w woj. rzeszowskim w związku z kolejną reformą administracyjną. Gmina objęła 11 sołectw: Bukowsko, Dudyńce, Nadolany, Nagórzany, Nowotaniec, Pobiedno, Tokarnia, Wola Piotrowa, Wola Sękowa, Wolica i Zboiska, oraz 6 obrębów ewidencyjnych: Bełchówka, Kamienne, Karlików, Płonna, Przybyszów i Ratnawica.
Nowa gmina Bukowsko objęła obszar znacznie większy niż w odsłonie sprzed 1954 roku, ponieważ w jej skład weszły obszary należały dawniej do niereaktywowanej gminy Szczawne (Kamienne, Karlików, Płonna i Przybyszów) oraz do (reaktywowanej) gminy Zarszyn (Dudyńce i Pobiedno). Ponadto w skład nowej gminy Bukowsko nie weszły Niebieszczany (weszły w skład gminy Sanok).
1 czerwca 1975 roku gmina znalazła się w nowo utworzonym woj. krośnieńskim.
Od 1999 ponownie  w powiecie sanockim, w nowym województwie podkarpackim.

## Struktura powierzchni
Według danych z roku 2002 gmina Bukowsko ma obszar 138,2 km², w tym:
- użytki rolne: 53%
- użytki leśne: 36%

Gmina stanowi 11,28% powierzchni powiatu.

## Demografia

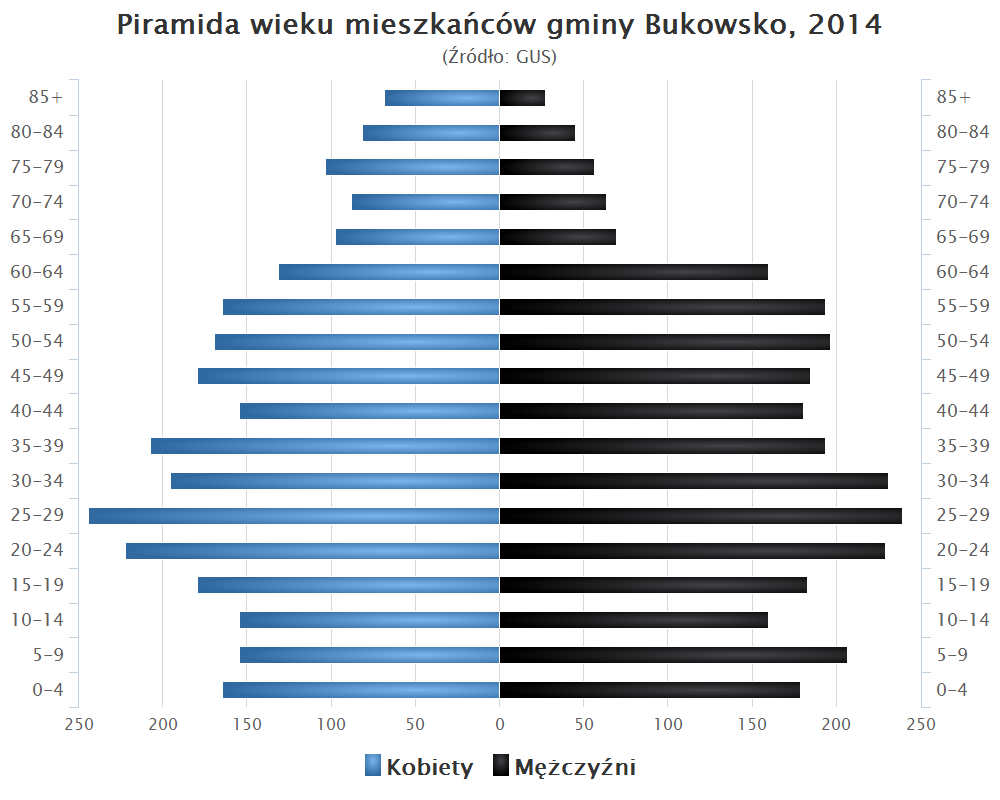
Piramida wieku mieszkańców gminy Bukowsko w 2014 roku

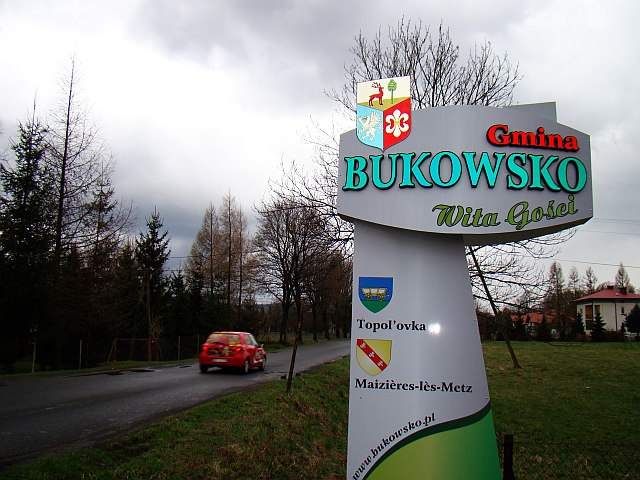
Tablica informacyjna przy wjeździe do gminy.

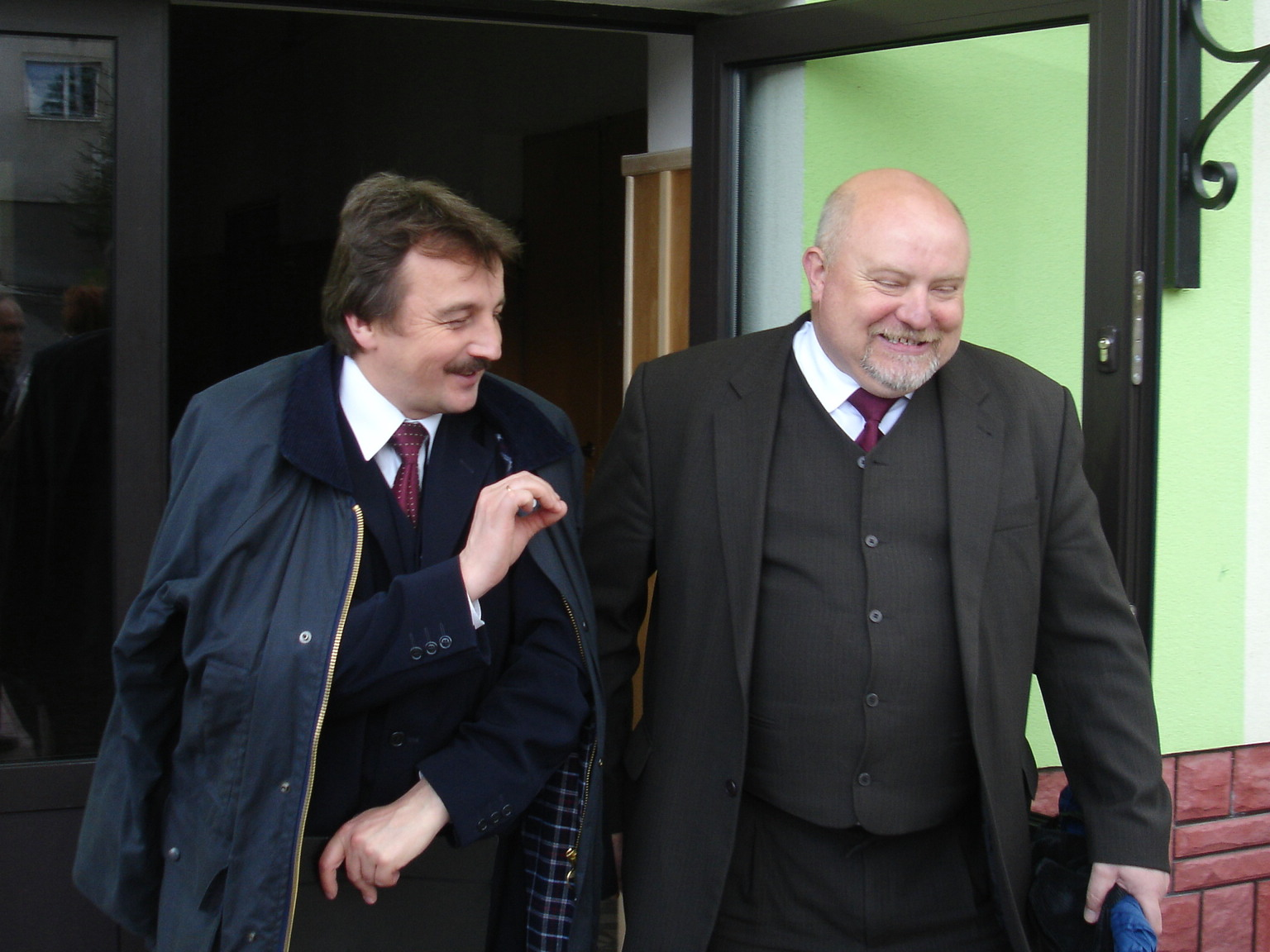
Prof. Wacław Wierzbieniec (z lewej strony) rozmawia z Piotrem Błażejowskim wójtem gminy Bukowsko po prelekcji w bukowskim domu kultury

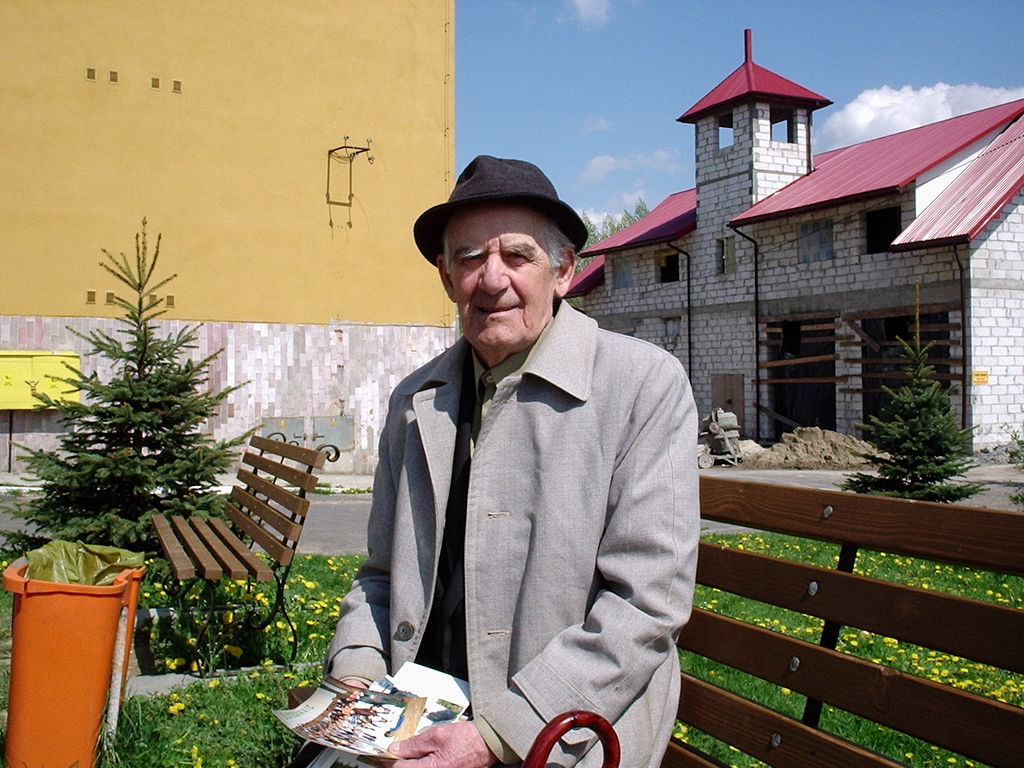
Piotr Przyboś założyciel zespołu pieśni i tańca oraz kapeli Bukowianie z Bukowska

Dane z 31.12.2017 roku
| Opis                              | Ogółem | Ogółem | Kobiety | Kobiety | Mężczyźni | Mężczyźni |
| --------------------------------- | ------ | ------ | ------- | ------- | --------- | --------- |
| Jednostka                         | osób   | %      | osób    | %       | osób      | %         |
| Populacja                         | 5 567  | 100    | 2 767   | 49,7    | 2 800     | 50,3      |
| Gęstość zaludnienia [mieszk./km²] | 41     | 41     | 20      | 20      | 21        | 21        |

Miejscowości historyczne
| Wieś       | Osadnictwo |
| ---------- | ---------- |
| Przybyszów | 1553–1947  |
| Bełchówka  | 1451–1947  |
| Ratnawica  | 1449–1947  |
| Kamienne   | 1553–1947  |

## Organizacje społeczno-kulturalne
- Towarzystwo Przyjaciół Ziemi Bukowskiej
- Uniwersytet Ludowy w Woli Sękowej
- Kapela ludowa „Bukowianie”

## Wspólnoty wyznaniowe
- Ewangeliczna Wspólnota Zielonoświątkowa
- parafia św. Mikołaja w Nowotańcu
- parafia Wszystkich Świętych w Dudyńcach
- parafia Podwyższenia Krzyża Świętego w Bukowsku

## Ważniejsze wydarzenia
- Ogólnopolski Festiwal – „Bukowskie Prezentacje”, czerwiec
- Podczas uroczystej Gali na Zamku Królewskim w Warszawie, która odbyła się 5 czerwca 2010 zarząd gminy otrzymał prestiżowy „Laur Gospodarności”. Patronem konkursu w którym biorą udział gminy z całej Polski jest Przewodniczący Parlamentu Europejskiego oraz Minister Rolnictwa i Rozwoju Wsi RP.

## Turystyka
- Ścieżka edukacyjna z tablicami informacyjnymi „Śladami narodów – Polacy, Żydzi i Rusini w Gminie Bukowsko”
- Przez gminę prowadzą turystyczne szlaki piesze:
  -  Iwonicz-Zdrój – Rymanów-Zdrój – Puławy – Tokarnia (778 m n.p.m.) – Przybyszów – Kamień (717 m n.p.m.) – Komańcza (Główny Szlak Beskidzki)
  - 1 km poniżej szczytu Pasmo Bukowicy przecina  Kanasiówka (823 m n.p.m.) – Wisłok Wielki – Tokarnia (778 m n.p.m.), 1 km poniżej szczytu – Wola Piotrowa
  -  Komańcza – Dołżyca – Garb Średni (822 m n.p.m.) – Kanasiówka (823 m n.p.m.) – Moszczaniec – Surowica – Darów – Puławy Górne – Besko
- wyciągi narciarskie:
  - Karlików (5 km do Bukowska), Puławy (8 km od Bukowska),
- baza noclegowa: gospodarstwa agroturystyczne w miejscowościach Puławy, Tokarnia, Nagórzany, Nadolany, Nowotaniec, Bukowsko, Wola Sękowa, Wola Piotrowa, Karlików, Płonna
- Odnowiony cmentarz żydowski
- Dom Ludowy w Bukowsku; prezentacje utworów muzycznych charakterystycznych dla kultury regionu

## Sąsiednie gminy
Komańcza, Rymanów, Sanok, Zagórz, Zarszyn

## Gminy partnerskie
- Maizières-lès-Metz, gmina francuska
- Topoľovka, gmina słowacka

## Transport
Przez gminę przebiega droga powiatowa nr 2212R Sanok – Bukowsko. Awaryjny objazd dla samochodów osobowych: Bukowsko – Nowotaniec – Pisarowce, a dla samochodów ciężarowych: Bukowsko – Karlików – Zagórz

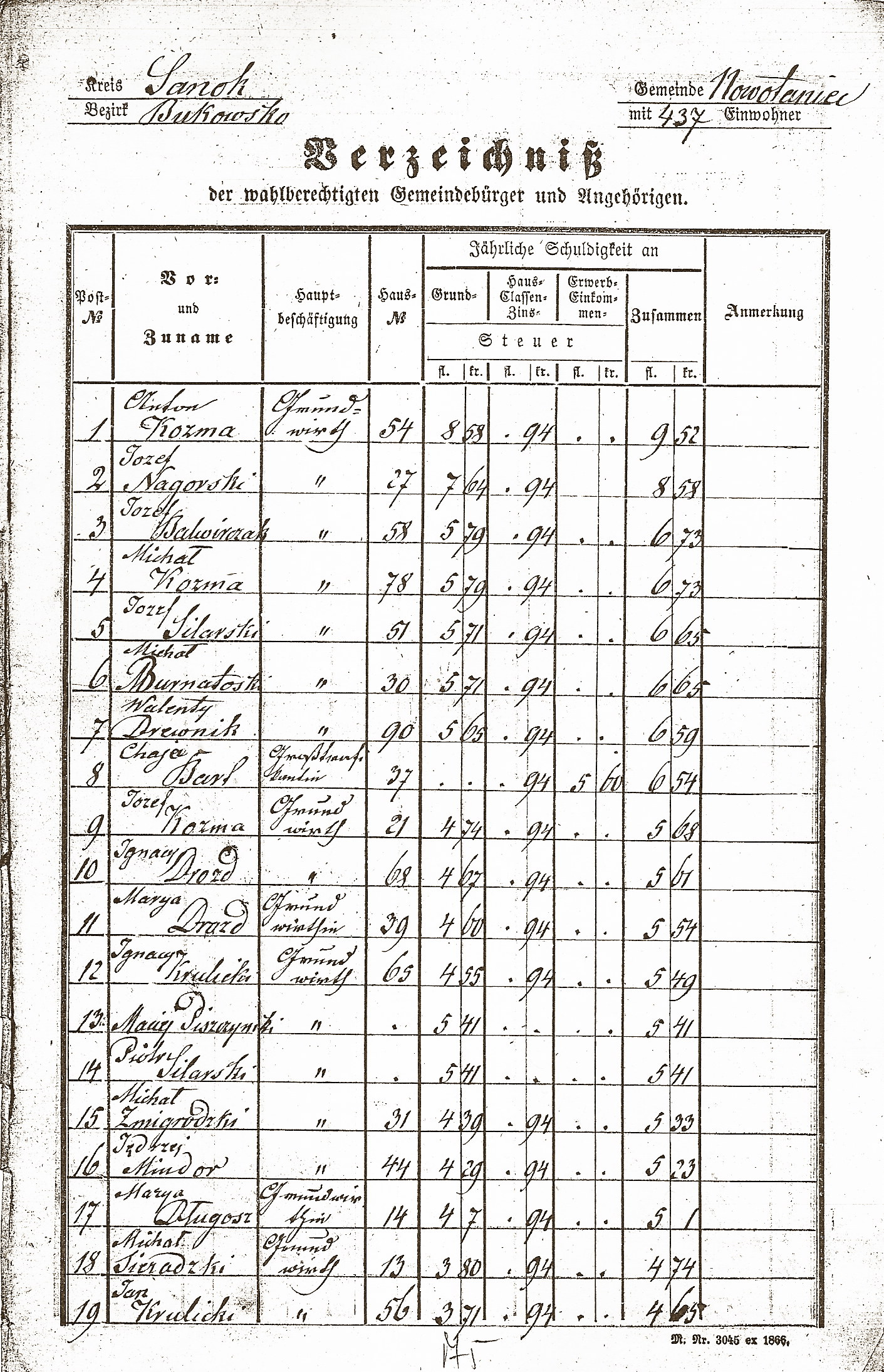
Lista wyborców do głosowania w wyborach krajowych z okręgu Bukowsko, rok 1867

## Historia gminy
W 1898 gmina Bukowsko liczyła 25 642 osób oraz 3890 domów, w tym miasto Bukowsko liczyło 1006 mieszkańców (w tym wyznania mojżeszowego 715) i 110 domów na czele miasta stał burmistrz (ratusz przy ulicy Sanockiej nr 66 według numeracji przed 1946), zaś wieś Bukowsko liczyła 1720 mieszkańców (w tym wyznania rzymskokatolickiego 1604 osoby) i 243 domy, na czele społeczności wiejskiej stał sołtys. Zarząd Gminy reprezentował wybieralny w wyborach wójt. Ostatnim wójtem do 1939 roku był Zenon Krziwkowicz-Poźniak (ziemianin). Do roku 1918 gmina graniczyła z węgierskim komitatem Zemplén, a do roku 1944 z Republiką Słowacką. 23 marca 1946 wieczorem kilka sotni UPA dokonało napadu rabunkowego na wsie leżące w obrębie gminy. Upowcy spalili wówczas budynki gminy Bukowsko, posterunek MO, urząd pocztowy i trzy mosty. Nałożyli również na mieszkańców kontrybucję w wysokości 1 mln zł, która została wykonana.
W nocy z 4 na 5 kwietnia, sotnie UPA dokonały kolejnego napadu na miasto Bukowsko oraz okoliczne wsie. Upowcy spalili większość budynków Bukowska, z których ocalał tylko kościół, plebania i 5 domów mieszkalnych. Ogółem banderowcy spalili tej nocy 420 zabudowań w Bukowsku, 125 domów w sąsiednim Nowotańcu i 110 budynków mieszkalnych w Nagórzanach, dach nad głową straciło w tym dniu ponad 3500 osób. Po tym napadzie większość mieszkańców musiała opuścić Bukowsko oraz pobliskie wsie udając się do Sanoka oraz Bażanówki i Jaćmierza. W trakcie napadu zostali zamordowani mieszkańcy Bukowska; Michał Bednarz 49 l., Andrzej Chrząszcz 46 l., rodzina Matuszkiewiczów, Stanisław Pituch 43 l., Stanisław Pleśniarski 34 l. i Wiktoria Słyszyk 34 l. W Bukowsku pozostawało do końca kwietnia tylko 15 osób. W listopadzie 1946 sotnia UPA dokonała trzeciego napadu, podczas którego zrabowano reszki mienia. W okresie okupacji wójtem gminy został obrany przez Niemców Ukrainiec Włodzimierz Mazur, syn przedwojennego urzędnika sądowego z Bukowska. Mazur organizował posterunki policji ukraińskiej w gminie, był doradcą organizacyjnym placówek Grenzschutzu i zabezpieczenia odcinka granicy ze Słowacją. Został na nim wykonany wyrok śmierci w lecie 1944 roku.
Od wiosny 2009 na terenie wsi Bukowsko, 5 km od jej centrum na Górze Wyszylas (590 m n.p.m.) powstaje farma wiatrowa Bukowsko.

## Historyczny skład gminy Bukowsko
Gerichts-Bezirk, Powiat sądowy do roku 1918, w skład gminy wchodziły wsie:
| Miejscowość   | Pierwszy historyczny zapis z roku   |
| ------------- | ----------------------------------- |
| Bełchówka     | 1451 Belchowa Wola                  |
| Czaszyn       | 1450 Czasin                         |
| Czystogarb    | 1524 Czistohorb                     |
| Darów         | 1565 Darow                          |
| Dołżyca       | 1565 Dolzicza                       |
| Dudyńce       | 1372 Dudinicze                      |
| Duszatyn      | 1578 Dusiatyn                       |
| Jasiel        | 1561 Iasziel                        |
| Jawornik      | 1546 Villa Jawornik                 |
| Jędruszkowce  | 1438 Hindrzichowcze                 |
| Kamienne      | 1553 Kamienne                       |
| Karlików      | 1483 Karlykow                       |
| Komańcza      | 1512 Crziemyenna                    |
| Kulaszne      | 1538                                |
| Łupków        | 1526 Zubkow                         |
| Maniów        | 1554 Manyówka                       |
| Markowce      | 1367 Markowa                        |
| Mików         | 1561 Mykow                          |
| Mokre         | 1467 Mokro                          |
| Morochów      | 1402 Morochowa                      |
| Moszczaniec   | 1447 Moschczanyecz                  |
| Nadolany      | 1589 Wiesz Nadoliany                |
| Nagórzany     | 1589 Wolia Przedmieszczie Nagórzany |
| Niebieszczany | 1376 Najna, Nana, 1430 Nyebysczany  |
| Nowotaniec    | 1361 Brzozowa alias Lobetanz        |
| Odrzechowa    | 1419 Odrzechowa                     |

| Miejscowość       | Pierwszy historyczny zapis z roku |
| ----------------- | --------------------------------- |
| Osławica          | 1563 Osławica                     |
| Pielnia           | 1376 Pella                        |
| Płonna            | 1433 in Plone                     |
| Pobiedno          | 1361 Pobedna                      |
| Podgaj            | 1550                              |
| Polany Surowiczne | 1523 Potok Surowiczny             |
| Prełuki           | 1557 Przełęczki                   |
| Prusiek           | 1361 Piossek                      |
| Przybyszów        | 1553 Przibissow                   |
| Puławy            | 1572 Poława                       |
| Radoszyce         | 1361 Radoczice                    |
| Ratnawica         | 1441 Ratnawicza                   |
| Rzepedź           | 1526 Rzepecz                      |
| Smolnik           | 1580 Smolnyk                      |
| Surowica          | 1361 Surowicze                    |
| Szczawne          | 1433 Sczawne                      |
| Tokarnia          | 1526 Thokarnya                    |
| Turzańsk          | 1514 Thurzenskie                  |
| Wisłok Wielki     | 1361 Wislok                       |
| Wola Michowa      | 1546                              |
| Wola Piotrowa     | 1526 Pyothrowa Wolya              |
| Wola Sękowa       | 1493 Trębowla                     |
| Wolica            | 1361, 1435 Wolicza                |
| Wysoczany         | 1424 Wisoczany                    |
| Zawadka           | 1567                              |
| Zboiska           | 1361 Boyscza                      |

- Adam Fastnacht Słownik historyczno-geograficzny ziemi sanockiej w średniowieczu. ISBN 83-88385-14-3.

## Zabytki sztuki znajdujące się na terenie gminy Bukowsko
1. Bukowsko – kościół Podwyższenia Krzyża Świętego z lat 1883 – 1886, dzwonnica przykościelna, drewniana plebania wybudowana w latach 1900–1925, kapliczki, drewniana kuźnia z lat 1875 – 1900, pomniki kamienne na cmentarzu parafialnym, pomniki kamienne na cmentarzu żydowskim
2. Dudyńce – kościół parafialny Wszystkich Świętych z lat 1871 – 1876,
3. Nagórzany – ruiny cerkwi wybudowanej w 1848, oraz przydrożny krzyż kamienno-żelbetowy z roku 1906,
4. Nowotaniec – kościół pw. św. Mikołaja, plebania z lat 1890–1910, kapliczki przydrożne, pomniki kamienne na cmentarzu
5. Płonna – ruiny cerkwi z dzwonnicą i bramą z 1850, oraz ruiny dworu obronnego (1599),
6. Pobiedno – drewniana kapliczka pocz. XX w.,
7. Tokarnia – murowana kapliczka z roku 1880, oraz przydrożna figura kamienna 1925,
8. Wola Sękowa – murowana dzwonnica cerkiewna 1889, dawna szkoła drewniana 1925, oraz kapliczki przydrożne z końca XIX w.,
9. Wolica – cerkiew z dzwonnicą z roku 1826,
10. Zboiska – dwór Rakowskich 1850, oraz fortyfikacje ziemne 1550 – 1661 zamku Zborsko,
11. Na terenie gminy Bukowsko znajduje się 15 stanowisk archeologicznych (2006) odkrytych w ramach badań AZP, niektóre stanowiska są częściowo przebadane

## Grupy etnograficzne
- Pogórzanie, Dolinianie, Łemkowie, Górale sądeccy (potomkowie powojennych osadników z okolic Nowego Targu i Śląska Cieszyńskiego)

## Sołectwa
Bukowsko • Dudyńce • Karlików • Nadolany • Nagórzany • Nowotaniec • Płonna • Pobiedno • Tokarnia • Wola Piotrowa • Wola Sękowa • Wolica • Zboiska